# Iazul Mare - Stăuceni - Drăcșani
Iazul Mare - Stăuceni - Drăcșani este o arie protejată (arie de protecție specială avifaunistică — SPA) din România întinsă pe o suprafață de 2.236 ha, integral pe uscat.

## Localizare
Situl se întinde pe teritoriile administrative ale comunelor Bălușeni, Blândești, Brăești, Dimăcheni, Nicșeni, Răchiți, Roma, Stăuceni și Sulița din județul Botoșani. Centrul sitului Iazul Mare - Stăuceni - Drăcșani este situat la coordonatele 47°40′13″N 26°51′11″E / 47.670153°N 26.852964°E.

## Înființare
Situl Iazul Mare - Stăuceni - Drăcșani a fost declarat arie de protecție specială avifaunistică (ROSPA0156) în septembrie 2016 pentru a proteja 17 specii de animale.

## Biodiversitate
Situată în ecoregiunea continentală, aria protejată nu include niciun habitat protejat.
La baza desemnării sitului se află mai 17 specii de păsări protejatela nivel european; astfel: stârc cenușiu (Ardea cinerea), stârc roșu (Ardea purpurea), buhai de baltă (Botaurus stellaris), chirighiță cu obraz alb (Chlidonias hybridus), barză albă (Ciconia ciconia), erete de stuf (Circus aeruginosus), lebădă de vară (Cygnus olor), egretă mare (Egretta alba), egretă mică (Egretta garzetta), piciorong (Himantopus himantopus), stârc pitic (Ixobrychus minutus), sfrâncioc roșiatic (Lanius collurio), stârc de noapte (Nycticorax nycticorax), lopătar (Platalea leucorodia), ciocîntors (Recurvirostra avosetta), chiră de baltă (Sterna hirundo), nagâț (Vanellus vanellus).